# Dömötör János (művészettörténész)
Dömötör János Mihály (Hódmezővásárhely, 1922. január 16. – Hódmezővásárhely, 2009. augusztus 2.) magyar művészettörténész, muzeológus, országgyűlési képviselő.

## Életpályája
1940–1944 között a Pázmány Péter Tudományegyetem Jogtudományi Karának hallgatója volt. 1944–1951 között a Hódmezővásárhely Városi Közigazgatás kultúrtanácsnoka volt. 1951-ben "osztályidegen" származása miatt eltávolították a tanácstól. 1951–1961 között vállalati alkalmazottként dolgozott. 1952-től a Szikvízkészítő Vállalatnál adminisztrátor volt. 1954-től a Csongrád megyei Temetkezési Vállalat hódmezővásárhelyi fiókjánál pénzügyi előadója volt. 1961–1991 között a hódmezővásárhelyi Tornyai János Múzeum igazgatója volt. 1967–1975 között Hódmezővásárhely országgyűlési képviselője volt. 1969-ben a szegedi Móra Ferenc Múzeum megbízott igazgatója is volt egy évig. 1991-ben nyugdíjba vonult. 1998–1999 között a szentesi Koszta József Múzeumot vezette.
Kutatási területe Hódmezővásárhely művelődéstörténete, képzőművészete. 25 tanulmánya és 350 cikke jelent meg folyóiratokban és napi sajtóban, valamint 40 katalógus-előszó szerzője.

### Tagságai
1946–1949 között a Tornyai János Társaság titkára volt. 1957-től a TIT tagja volt. 1964-től a Magyar Képző- és Iparművészek Szövetsége tagja, 1965–2003 között ügyvezető titkára volt. 1965–2000 között a Hódmezővásárhelyi TIT elnöke volt. 1991-től a Szeremlei Társaság tagja volt. 1993-tól a Hódmezővásárhelyi Magisztrátus tagja lett. 1994-től a szentesi Katona Kiss Alapítvány kuratóriumának elnöke volt. 1997-től a Kurucz D. István Emlékére Alapítvány kuratóriumának elnöke is volt.

## Családja
Szülei: Dömötör János és Olasz Katalin voltak. 1947-ben házasságot kötött Hegyi Rozával. Hat gyermekük született: János (1948), Mihály (1950), István és Zsuzsa (1951), Róza (1953) valamint Katalin (1954).
Temetése 2009. augusztus 17-én volt a hódmezővásárhelyi Kincses temetőben.

## Művei
- A Tornyai hagyaték története. In.: Móra Ferenc Múzeum Évkönyve (Szeged, 1963)
- Vásárhelyi művészet. In.: Alföld (1971)
- Vásárhely szobrai (Hódmezővásárhely, 1973, 2003)
- Vásárhely műemlékei, épületei (Hódmezővásárhely, 1975, 2005)
- Városról, művészetről (Hódmezővásárhely, 1978)
- Kiss Lajos emlékkönyv (szerkesztő; Hódmezővásárhely, 1983)
- A tradicionális népi értékrend változása és tükröződése a vásárhelyi művészetben. In.: Művelődéselméleti Szabadegyetem (Szeged, 1986)
- Koszta Rozália (Békéscsaba, 1987)
- A képzőművészet Baján. In.: Ártér (1991)
- 48-as honvédportrék – Plohn József (Budapest, 1992)
- Dinnyés Ferenc (Szeged, 1992)
- A vásárhelyi művészet (1848-1920). In.: Hódmezővásárhely története. II/2. (Hódmezővásárhely, 1993)
- Műhelyteremtő tárlat. In.: Magyar Múzeumok (1996)
- Juhász Sándor (Budapest, 1996)
- Az Alföld a képzőművészetben (1996)

## Díjai
- Szocialista Kulturáért kitüntetés (1964)
- a Munka Érdemrend ezüst fokozata (1966, 1970)
- SZOT-díj (1970)[1]
- a Munka Érdemrend arany fokozata (1982)
- Pro Urbe Hódmezővásárhely (1983)[1]
- Bugát Pál-emlékérem (1987)[1]
- MSZOSZ-díj (1990)[1]
- Móra Ferenc-díj (1991)[1]
- Tömörkény István-díj (1996)
- Magyar Arany Érdemkereszt (1997)[1]
- Hódmezővásárhely díszpolgára (2002)